# António França
Le Général Antonio de Santos França "Ndalu" est un footballeur, et homme politique angolais, né dans la commune de Mupa dans le Cunene le 9 avril 1938. Il évoluait au poste de milieu de terrain. 
À la suite de sa courte carrière sportive, il termine ses études au Portugal, et retourne en Angola, où il devient un fervent activiste anticolonialiste, et devient le Général « Ndalu », numéro deux du régime, connu en Angola comme "le général des généraux."
Il partage avec Agostinho Neto une amitié forte à tel point ne ce dernier ne prend pas de décision sans l’en informer, et participe ainsi à la formation des différents gouvernements.
À la mort de Neto, il continue d’être un personnage influent du régime, sans jamais se mettre en avant.

## Biographie
Il quitte l’Angola à l’âge de 20 ans pour le Portugal, où il étudie à Coimbra. Doué en football, il est recruté par le Sporting CP, club dans lequel il intégrera la Commission d'Honneur du Centenaire, quelques années plus tard, après 2 saisons passées dans la capitale portugaise il intègre l’Académica de Coimbra de 1960 à 1962, afin de terminer ses études.
Il adhère au MPLA peu de temps après sa création. La persécution de la PIDE l’a poussé à quitter le Portugal, et à rejoindre les autres nationalistes qui luttent contre l'oppression coloniale. Il fut le premier angolais à être envoyé comme bousier pour Cuba. Il y étudie l'agronomie dans l'Institut Supérieur des Sciences agricoles de La Havane (ISCAH). À Cuba, il obtient le statut de citoyen national tout comme Che Guevara et le Dominicain Máximo Gómez. Comme « citoyen cubain », Antonio França "Ndalu" a joué au football pour sélection cubaine et étudié les arts militaires ; il a participé à la défense de la ville de Pinar del Río[pas clair]. 
De retour en Angola, à la veille de l'indépendance il est déjà au service du bras armé du MPLA. Il est le chef d’état major de la IX° Brigade qui combattait le FNLA dans la zone de Kifangondo. Deux ans plus tard quand la décision d'agrandir le Bureau Politique se fait, il est admis comme secrétaire à la Culture et au Sport. Avec l’arrivée de José Eduardo dos Santos au pouvoir il est nommé en décembre 1981, vice-ministre de la Défense. Sept ans plus tard, José Eduardo dos Santos fait de lui général de corps d'armée.  Il obtient  aussi le poste de Président du Conseil de Défense du Kwanza-Bengo puis chef d’état major des FAPLA. En février 1991 il redevient vice-ministre de la Défense. Bien que ce soit un militaire confirmé, il est aussi un excellent diplomate. José Eduardo dos Santos lui confie la mission d'établir des ponts diplomatiques amenant à la fin du conflit armé dans le pays. Il a mené en avril 1989, au nom de l’Angola des conversations secrètes avec le régime de l'apartheid au Cap et celle tenue au Caire[pas clair]. Il a été à la tête de la délégation angolaise au sommet de Gbadollite au Zaïre, et fait partie des acteurs  principaux qui en mai 1991, ont participé aux accords de Bicesse au Portugal entre le MPLA et l’UNITA.
En mars de 1994, José Eduardo dos Santos le nomme au poste de Conseiller Spécial du Président. 14 mois plus tard il fait de lui l'Ambassadeur des États-Unis d'Amérique. Il quitte Washington, à sa demande, en décembre 2000. De retour à Luanda il s’occupe de ses affaires, et continue discrètement à imposer ses choix dans les plus hautes sphères décisionnelles. 
En mas 2012, il est cité par le procureur général de la République dans une affaire de tortures, actes de barbaries et assassinats dans la région diamantifère de Lundas au Nord-Est de l'Angola.

## Carrière sportive
| Saison                | Club                  | Championnat           | Championnat | Championnat | Coupe(s) nationale(s) | Coupe(s) nationale(s) | Compétition(s) continentale(s) | Compétition(s) continentale(s) | Compétition(s) continentale(s) | Sélection | Sélection | Sélection | Total | Total |
| Saison                | Club                  | Division              | M.          | B.          | M.                    | B.                    | Comp.                          | M.                             | B.                             | Équipe    | M.        | B.        | M.    | B.    |
| 1958-1959             | Sporting CP           | 1                     | 9           | 0           | 0                     | 0                     | -                              | 0                              | 0                              | -         | 0         | 0         | 9     | 0     |
| 1959-1960             | Sporting CP           | 1                     | 2           | 0           | 1                     | 0                     | -                              | 0                              | 0                              | -         | 0         | 0         | 3     | 0     |
| Sous-total            | Sous-total            | Sous-total            | 12          | 0           | 1                     | 0                     | -                              | 0                              | 0                              | -         | 0         | 0         | 13    | 0     |
| 1960-1961             | Académica de Coimbra  | 1                     | 16          | 1           | 1                     | 0                     | -                              | 0                              | 0                              | -         | 0         | 0         | 17    | 1     |
| 1961-1962             | Académica de Coimbra  | 1                     | 13          | 0           | 5                     | 0                     | -                              | 0                              | 0                              | -         | 0         | 0         | 18    | 0     |
| Sous-total            | Sous-total            | Sous-total            | 35          | 1           | 6                     | 0                     | -                              | 0                              | 0                              | -         | 0         | 0         | 41    | 1     |
| Total sur la carrière | Total sur la carrière | Total sur la carrière | 47          | 1           | 7                     | 0                     | -                              | 0                              | 0                              | -         | 0         | 0         | 54    | 1     |